# Фройденберг (Вестфалія)
Фройденберг (нім. Freudenberg) — місто в Німеччині, знаходиться в землі Північний Рейн-Вестфалія. Підпорядковується адміністративному округу Арнсберг. Входить до складу району Зіген-Віттгенштайн.
Площа — 54,48 км2. Населення становить 17 729 ос. (станом на 31 грудня 2020).